# Attockicetus
Attockicetus — вимерлий рід ремінгтоноцетидних ранніх китів, відомих із формації Кулдана середнього еоцену (лютеціанської) у пагорбах Кала Чітта, в районі Атток у Пенджабі, Пакистан.
Attockicetus описано на основі фрагментарного матеріалу черепа. Голотипний зразок, H-GSP 96232, включає фрагментарний рострум, ендовасту (внутрішню частину черепа) та ектотимпанічний (вушна кістка). Примірник також мав збережені щокові зуби P3-M3, що рідко зустрічається у ремінгтоноцетид. Attockicetus примітивний щодо збереження великих протоконусів на верхніх молярах і розташування орбіт спереду на черепі. Це, мабуть, найбільш плезіоморфний ремінгтоноцетид.
Додатковий стоматологічний матеріал був знайдений у типовій місцевості та віднесений до Attockicetus. Порівняно з пакицетидними зубами, знайденими в тому ж місці, P3 Attockicetus набагато нижчий, під кутом спереду і має дуже довге заднє розширення. Довга діастема відокремлює P3 від P4, а P3 довше, ніж P4, який був ідентифікований як ремінгтоноцетидний характер, і оскільки Attockicetus є єдиною відомою ремінгтоноцетидою, відомою з пагорбів Кала Чітта, вони умовно віднесли зразок як належний до цього роду. P4 Attockicetus подібний до Pakicetus у збереженні високого протоконіда (куспида) і передніх і задніх базальних розширень з помітними кристами (гребенями), але відрізняється від них більш крутими схилами протоконідів, більш високими та довшими базальними розширеннями. Молярний знос у пакіцетид зазвичай великий, тоді як P4 у Attockicetus менш зношений, що свідчить про те, що останній використовувався не для розщеплення їжі, а для утримання здобичі.